# Bernd Uiberall
Bernd Uiberall (* 1943 in Bassum; † 1. Juni 2003 in Artà, Mallorca) war ein deutscher Künstler und Bildhauer.

## Biografie

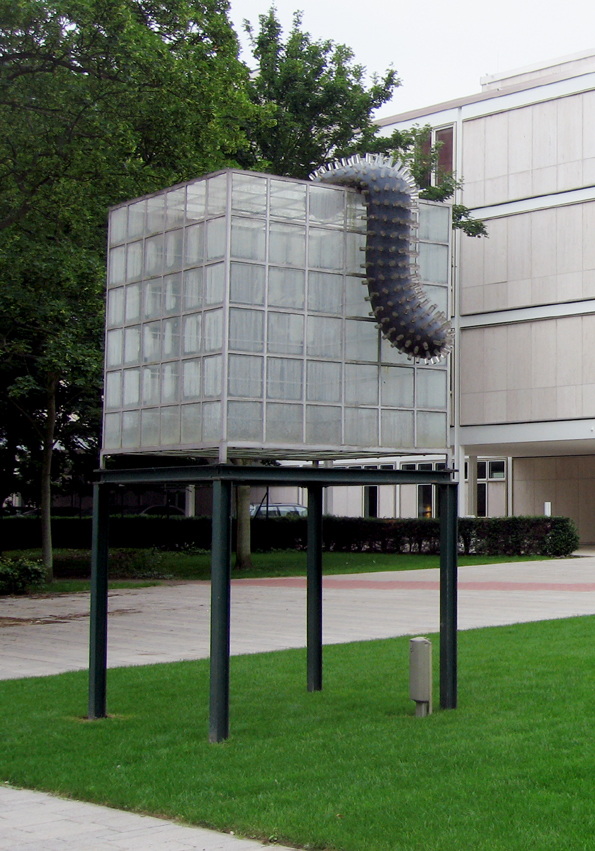
Raupe von 1974 (Foto: 2007)

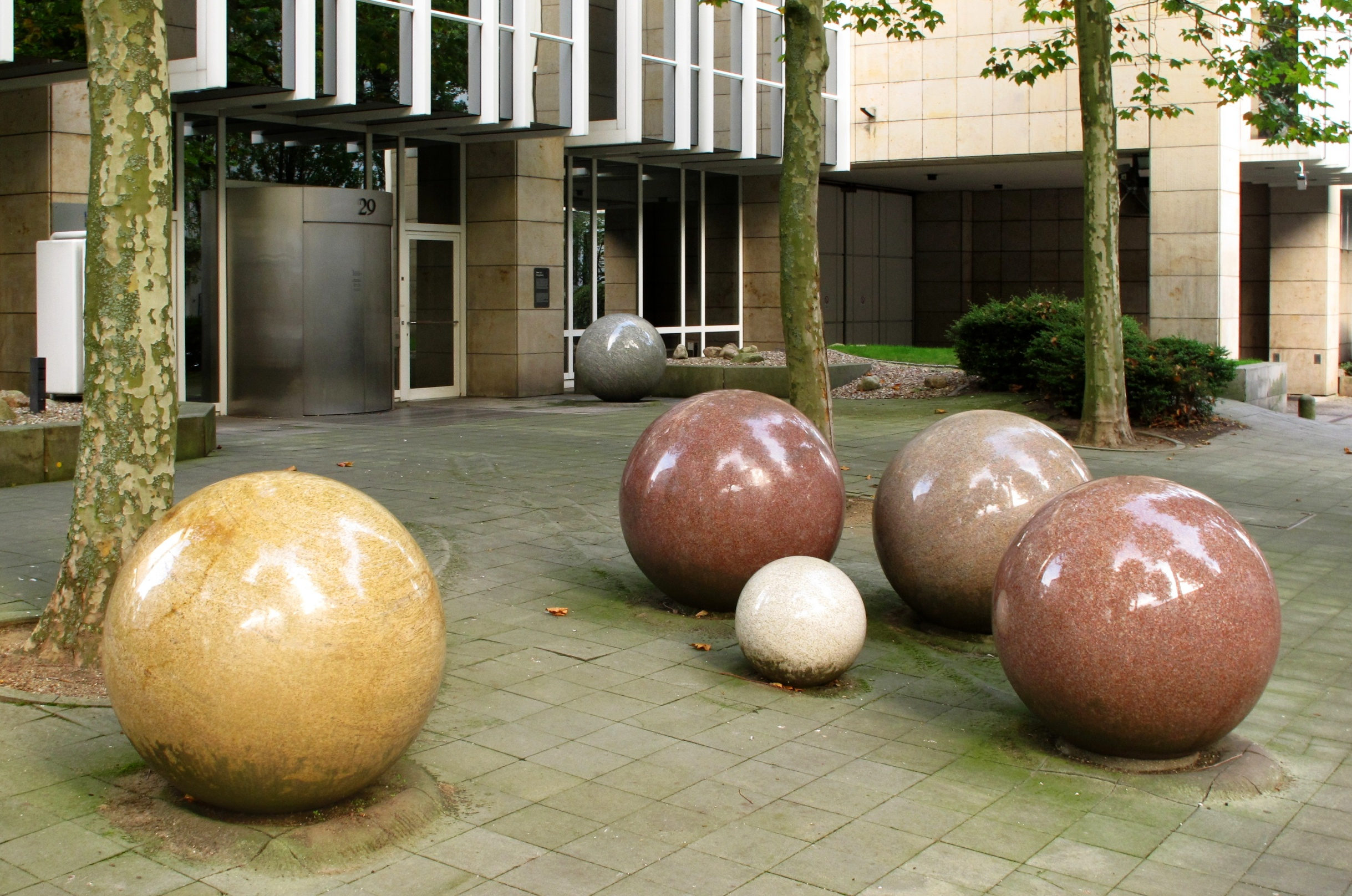
Boule-Spiel von 1983 (Foto: 2014)

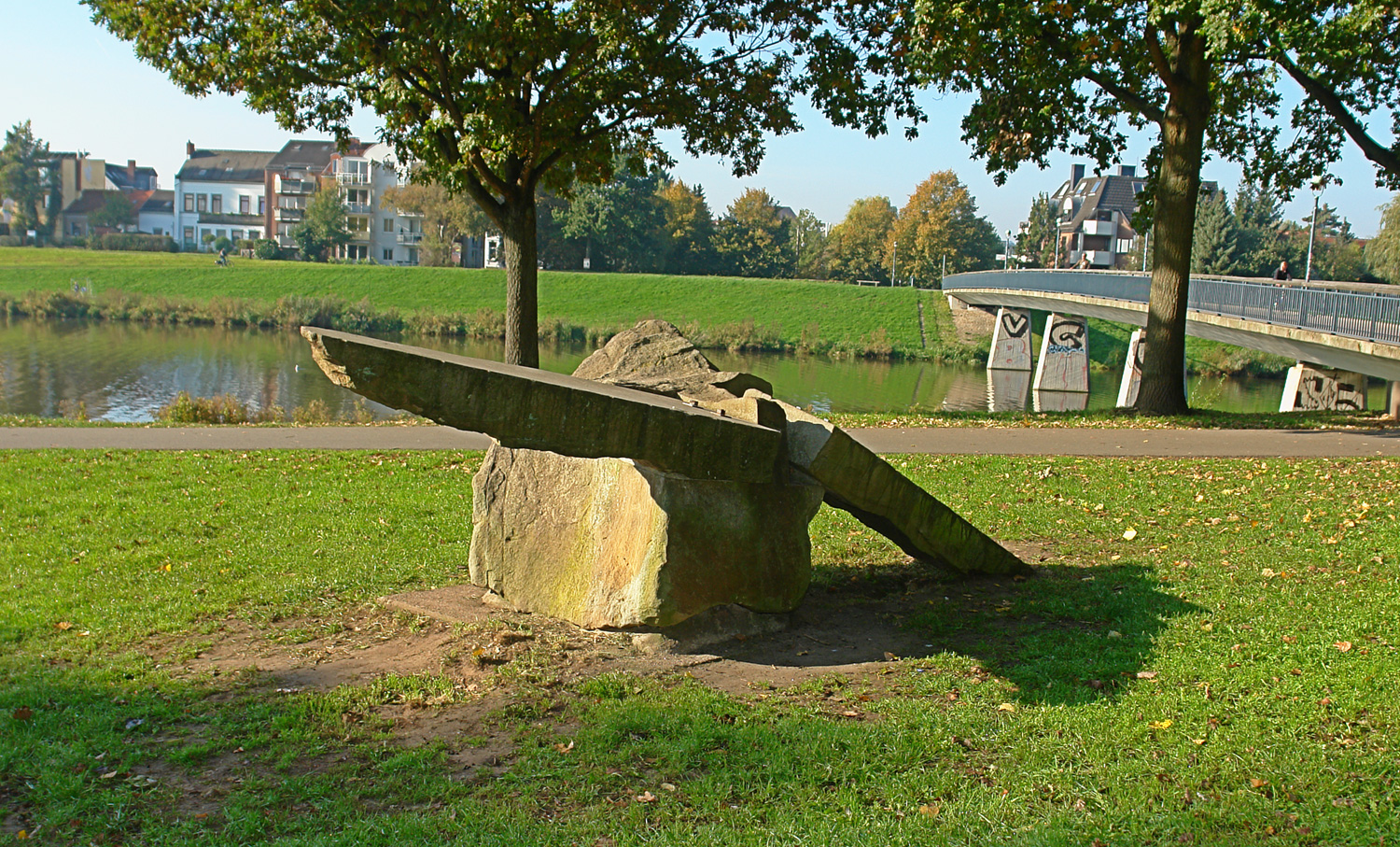
Ikarus I von 1986/87 (Foto: 2010)

Uiberall studierte von 1963 bis 1968 Kunst an der Kunsthochschule Bremen und war Meisterschüler von Gerhart Schreiter. Er war seitdem als freischaffender Künstler tätig. Er nahm an Ausstellungen und Bildhauersymposien im In- und Ausland teil. Seine Werke befinden sich im öffentlichen Raum, in Museen und privaten Sammlungen in Norddeutschland und in seinem ehemaligen Atelier bei Artà auf Mallorca. Der Künstler bevorzugte Material wie Sandstein, Granit oder Holz, arbeitete aber auch in der frühen Zeit mit Kunststoffen oder Acrylglas. Er wollte „die Naturgeschichte des Materials in seinem Werk wach halten“ in der Formensprache der Moderne bis hin zur Pop-Art. Er wirkte in den 1970er- bis 1990er-Jahren.
Uiberall lebte und arbeitete in Bremen, auf Mallorca und in Mecklenburg-Vorpommern. Die Bernd Uiberall-Stiftung in Bremen möchte dazu beitragen, dass seine Werke und sein Wirken nicht in Vergessenheit geraten.

## Werke
Uiberall: „Mit meiner Arbeit setze ich mich primär mit elementaren plastischen Problemen auseinander. Dabei entstehen Plastiken mit ablesbaren, natürlichen Prozessen und menschlichen (architektonischen) Eingriffen, die den Faktor Zeit befragen.“
In Bremen sind folgende Werke zu finden:
- Raupe (1974), Lichtskulptur aus Acrylglas, Polyester und Schaumstoff  in Bremen-Mitte am Präsident-Kennedy-Platz beim Staatsarchiv Bremen
- Sandstein-Stelen (1984/85); gezeigt während der Ausstellung Die Gegenwart der Skulpturen – Skulptur der Gegenwart von 1985.
- Boule-Spiel (1983) aus Granit in Mitte vor dem Bürohaus Kohlhökerstraße 29 (ehem. Landeszentralbank)
- Eingriff (1982) aus Stein und Schwarzer Granit; gezeigt während  des Bildhauer-Symposium 1982 und Projektes Skulptur und Farbe von 1983.
- Ikarus I (1986, Sandstein) bei der Kleinen Weserbrücke am Deichschartweg in der Neustadt
- Flying Rock (1988) aus Sandstein beim Bremer Flughafen in der  Neustadt bei der Lufthansa-Verkehrsfliegerschule

## Auszeichnungen
- Kunstpreis der Stadt Zweibrücken
- Bulgarischer Kunstpreis für internationale Bildhauerei